# Monte Sarmiento
El Monte Sarmiento es una montaña con forma piramidal, de 2.187 m de altura, con una cima glaciar en forma de silla ubicada en el parque nacional Alberto de Agostini, en el sector chileno de Tierra del Fuego. Se eleva abruptamente desde la costa este del canal Magdalena y marca la frontera occidental de la cordillera Darwin. La montaña aparece frecuentemente envuelta en nubes, pero cuando es visible es "el más sublime espectáculo en la Tierra del Fuego", en palabras de Charles Darwin, una de las muchas personas que han quedado cautivadas por la belleza de esta montaña. Distintas fuentes mencionan alturas que van de 2.187 a 2.404 m.

## Historia

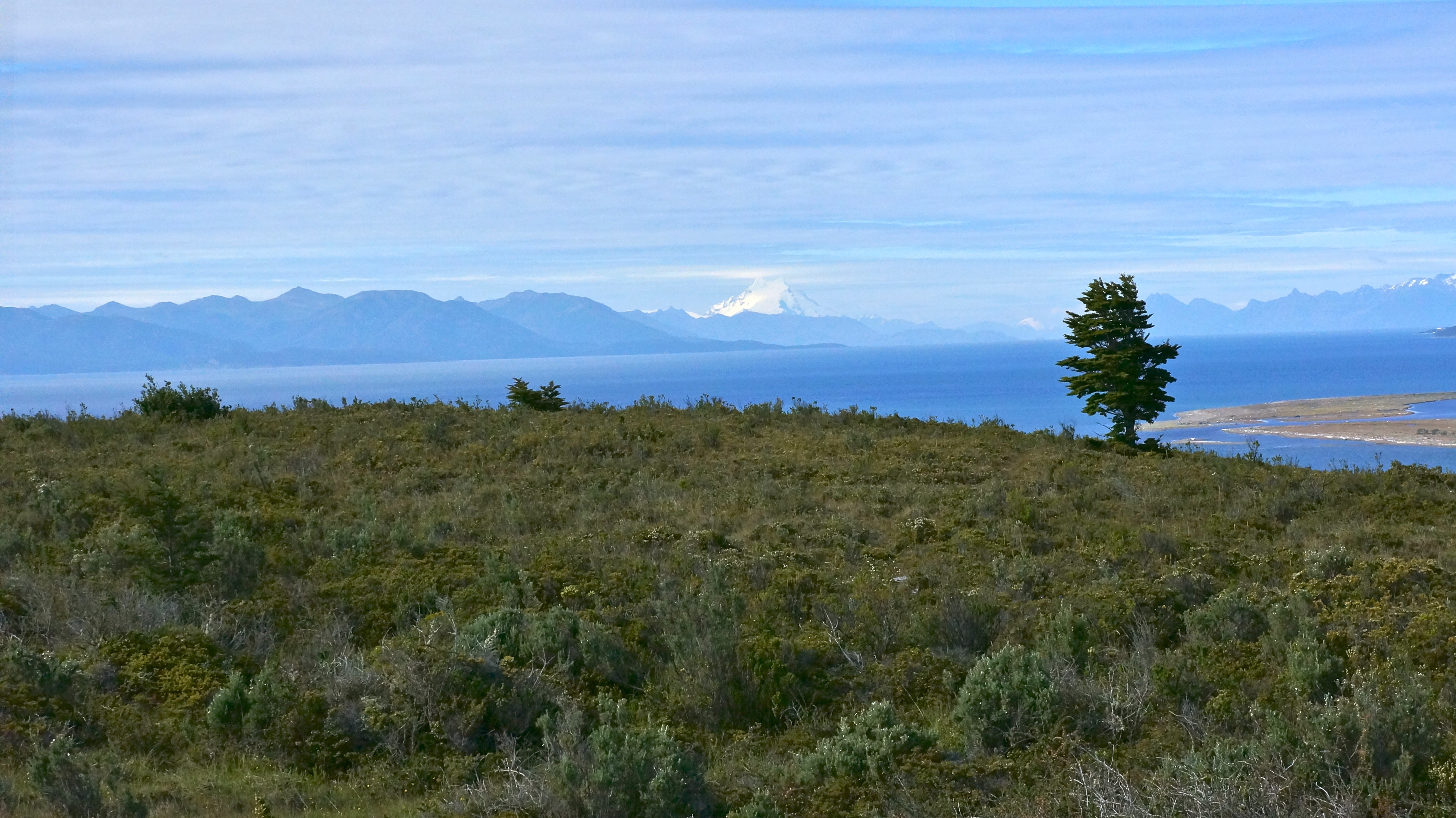
El Monte Sarmiento visto a la distancia.

La montaña fue llamada  "Volcán Nevado" por Pedro Sarmiento de Gamboa, quien pensó que era un volcán. Phillip Parker King la bautizó como Monte Sarmiento en honor a su descubridor.

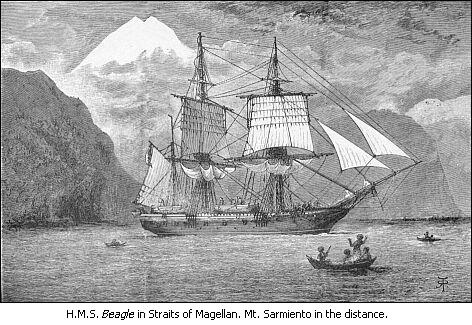
El Monte Sarmiento tras el HMS Beagle.

Muchos intentos por alcanzar su cima resultaron fallidos, incluyendo aquellos de Martin Conway en 1898 y de Alberto María de Agostini en 1913.
Luis Risopatrón lo describe en su Diccionario Jeográfico de Chile de 1924:: 834 
Sarmiento (Monte) 54° 28' 70° 53' Termina en dos picachos, que demoran uno al NE del otro, a 2 kilómetros de distancia, presentan desde el N la apariencia de un cráter i se levantan a 2 200 m de altitud; está cubierto de nieve los dos tercios de su altura i sus flancos están ocupados por un gran ventisquero, con brazos que se estienden a lo lejos en todos los vades circunvecinos i bajan hasta el mar, en las tierras del S E del canal Magdalena. Nombre dado por Parker King en 1827, en honor del navegante Sarmiento de Gamboa, que lo reconoció en 1580. 1, vii. p. 508 nota 175; xiv. p. 397 i carta de la «Romanche» (1883); xxii. p. 255; xxv. p. 11 i carta 98; i xxvi, p. 271; 4, p. 520 (Córdoba, 1788); 35, i. p. 26, 130 i 252 vistas i carta de Arrowsmith (1839); i ii, p. 359; 66, p. 30; 155. p. 752; i 156; i volcan Nevado en 1.vii, p. 5 0 8 (11 de febrero de 1580).
El Monte Sarmiento fue escalado en 1955 por un equipo que incluía a los montañistas italianos Clemente Gueret y Carlo Mauri. Fueron facilitados por la experiencia del líder de la expedición, el padre Alberto María de Agostini, que había intentado la ascensión a la cumbre en varias ocasiones. Él puso a disposición de los escaladores los medios necesarios para llegar al pie de la montaña.
El 24 de diciembre de 1986, después de 30 años, los alpinistas de la agrupación "Ragni di Lecco", que incluían a Tore Panzeri, Lorenzo Mazzoleni, Bruno Penati, Pinuccio Castelnuovo y Gianmaria Confalonieri, subieron por la primera vez la cima oeste del Monte Sarmiento escalando por la cara norte de la montaña.

## En la literatura
Julio Verne menciona esta montaña en la novela Veinte mil leguas de viaje submarino.

La costa me pareció baja, pero a lo lejos se erguían altas montañas. Entre ellas me pareció entrever el monte Sarmiento, de dos mil setenta metros de altura sobre el nivel del mar, un bloque piramidal de esquisto con una cima muy aguda, y que según esté despejada o velada por la bruma, me dijo Ned Land: «anuncia el buen o el mal tiempo». 

-Un excelente barómetro, amigo mío. 

-Sí, señor profesor, un barómetro natural que nunca me ha engañado cuando navegaba por los pasos del estrecho de Magallanes. 

En aquel momento el pico se mostraba nítidamente recortado sobre el fondo del cielo. Era un presagio de buen tiempo. Y se confirmó.
Julio Verne, Veinte mil leguas de viaje submarino (1869).

## En el cine
Un intento de ascender a la montaña en el año 2003 es el tema del documental brasileño Extremo sul.